# Asplenium sulcatum
Asplenium sulcatum är en svartbräkenväxtart som beskrevs av Jean-Baptiste Lamarck. Asplenium sulcatum ingår i släktet Asplenium och familjen Aspleniaceae. Inga underarter finns listade.

## Bildgalleri

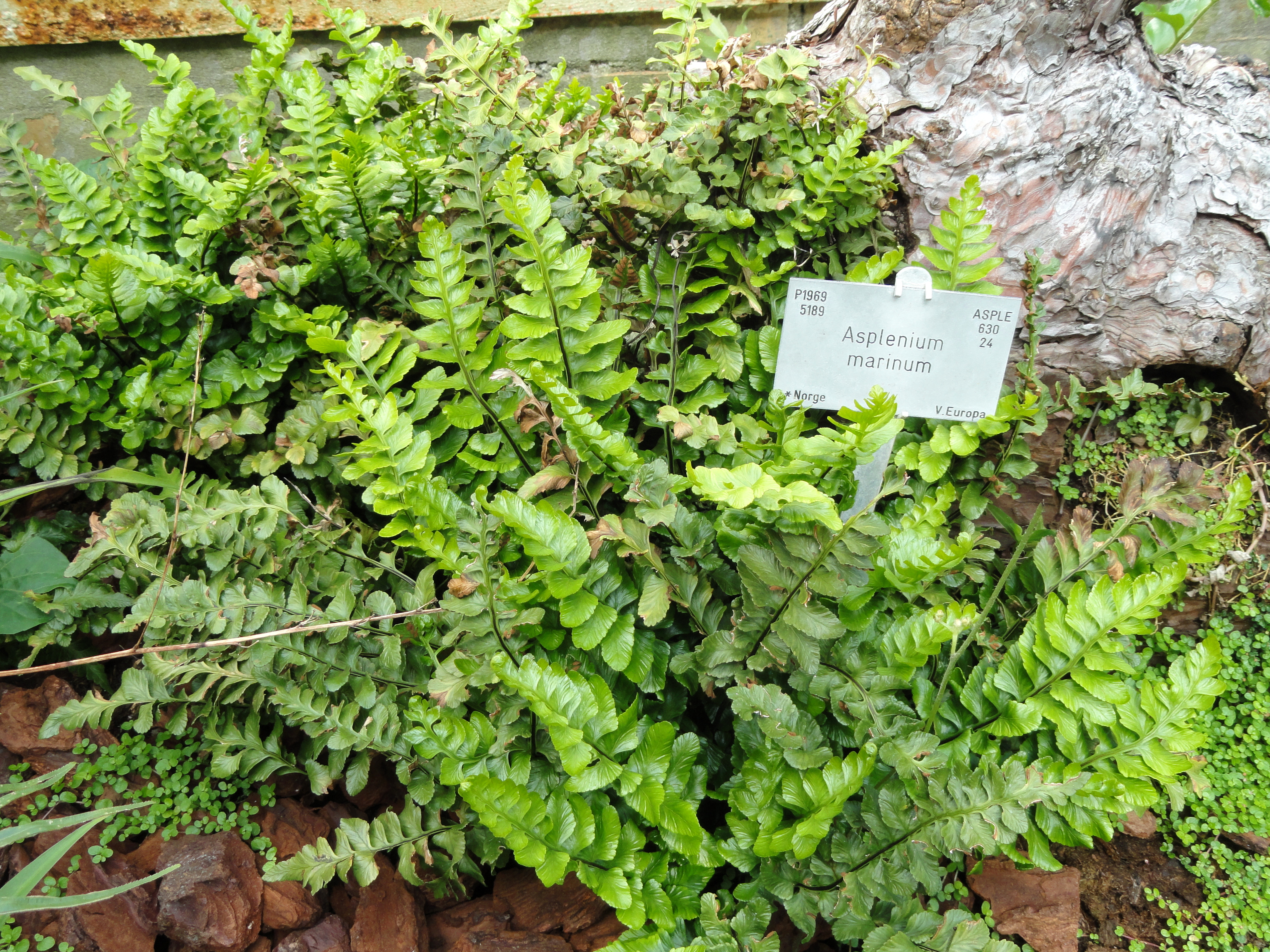